# مونسترجلین
مونسترجلین (به هلندی: Munstergeleen) یک منطقهٔ مسکونی در هلند است که در سیتارد-خلین واقع شده‌است. مونسترجلین ۴٫۶۴ کیلومتر مربع مساحت و ۵٬۰۹۰ نفر جمعیت دارد.